# Bandani-Vouani
Bandani-Vouani ist eine Siedlung auf der Komoreninsel Anjouan im Indischen Ozean.

## Geografie
Der Ort liegt an der Südküste zwischen Salamani (NW) und Dar Salam (SO). Er besteht aus einer Reihe kleinerer Teilorte (Bandani, Vouani …).
Der Ort liegt im Einzugsbereich des Mro Bandani. Oberhalb des Ortes erhebt sich Tsingoyagnora-Ridge.

## Klima
Nach dem Köppen-Geiger-System zeichnet sich Bandani-Vouani durch ein tropisches Klima mit der Kurzbezeichnung Am aus. Die Temperaturen sind das ganze Jahr über konstant und liegen zwischen 20 °C und 25 °C.